# Ferrari 500
Chronologie des modèles (1951 à 1953)
Ferrari 375 F1 Ferrari 625 F1
La Ferrari 500 est une monoplace de Formule 2 de l'écurie Ferrari qui conduisit Alberto Ascari au titre de champion du monde en 1952 et 1953 lorsque le championnat du monde se courait selon la réglementation de cylindrée type Formule 2. La F500 a pris le départ de 26 Grands Prix de Formule 1 entre 1952 et 1957, au sein de l'écurie officielle mais également aux mains de pilotes privés. En championnat du monde, elle a permis à ses divers pilotes de décrocher 14 victoires, 33 podiums, 13 pole positions et 12 meilleurs tours en course.

## Historique

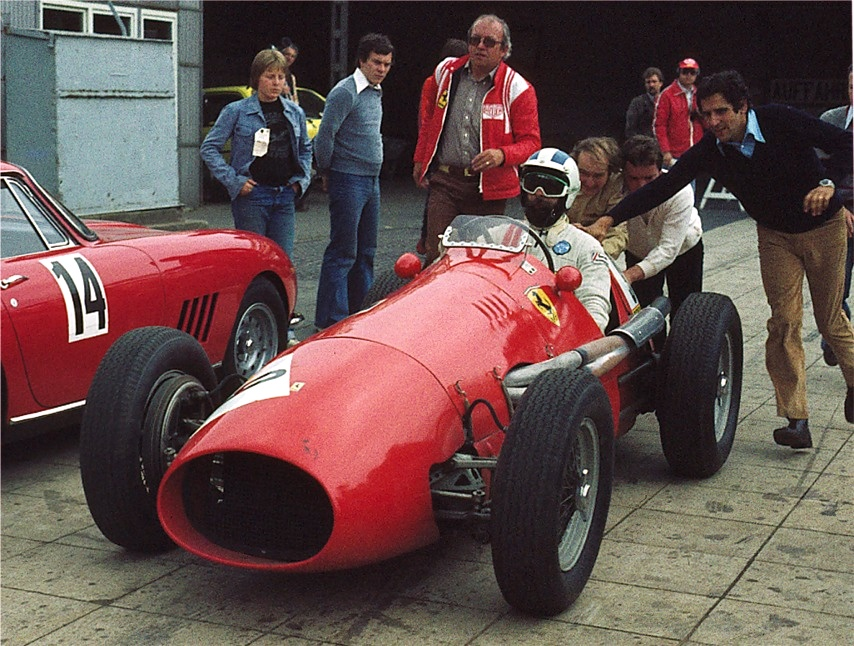
Ferrari 500 de 1952.

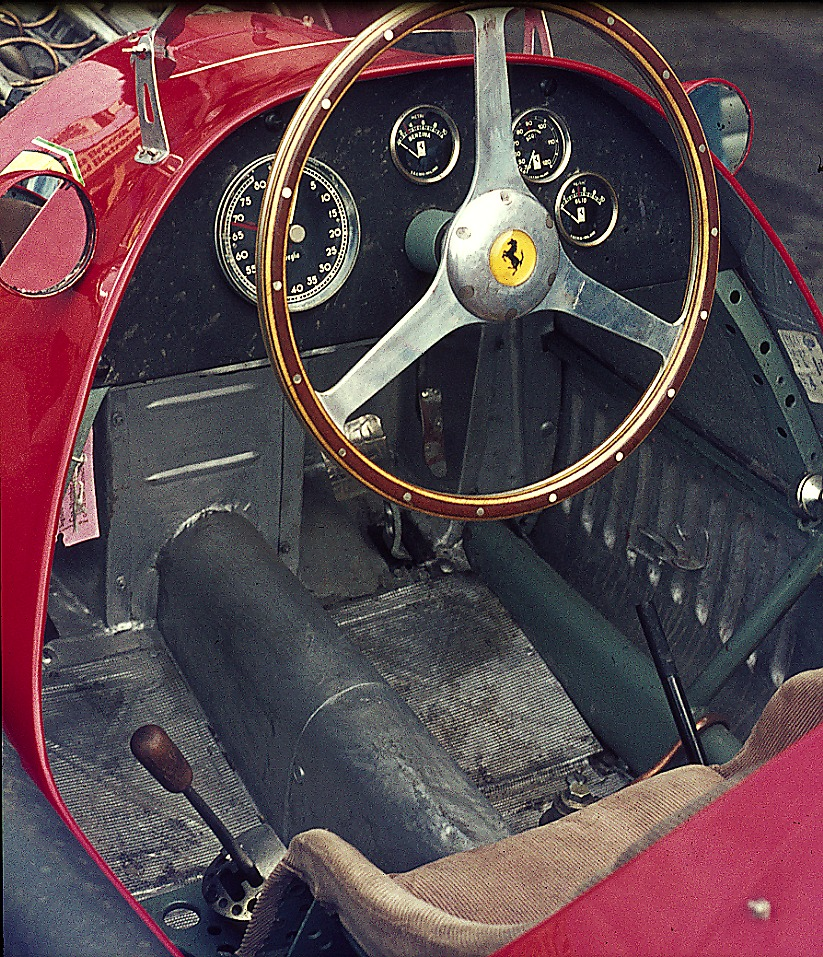
Cockpit de Ferrari 500 de 1953.

Au terme de la saison 1951, Alfa Romeo, qui a permis à ses pilotes Giuseppe Farina puis Juan Manuel Fangio de conquérir les deux premiers titres de champion du monde de l’histoire de la Formule 1, décide de se retirer. La firme italienne pense que l’Alfetta est arrivée à bout de développement et ne veut pas risquer l’échec face à ses concurrentes.
Ce retrait inquiète la Commission Sportive Internationale (CSI) qui craint de ne pas pouvoir aligner un plateau digne de ce nom. Pour grossir les lignes de départ et garantir le spectacle, la réglementation technique est modifiée pour les saisons 1952 et 1953 avec l’autorisation d’engagement de monoplaces répondant à la réglementation de la Formule 2, c’est-à-dire mues par des moteurs atmosphériques de 2 000 cm3 ou par des moteurs suralimentés de 500 cm3.
Enzo Ferrari mandate alors l’ingénieur motoriste Aurelio Lampredi, qui travaillait précédemment chez l’avionneur Reggiane, pour concevoir un bloc de 2 litres à quatre cylindres. En seulement trois mois, Lampredi finalise le nouveau moteur qui développe dès ses débuts 170 chevaux. De plus, sa conception simple (distribution à deux soupapes par cylindre, double arbre à cames en tête et alimentation par quatre carburateurs double corps) lui garantit une fiabilité exceptionnelle.
Le moteur 4-cylindres étant beaucoup plus léger que les V12 précédemment utilisés, le châssis de la monoplace peut privilégier la légèreté sans léser la tenue de route ni le couple moteur. La F500 reçoit donc un châssis en treillis tubulaire avec longerons et traverses, le moteur est installé en position centrale-avant tandis que la boîte de vitesses est en position centrale-arrière, sous le siège du pilote. La bonne répartition des masses sera un des atouts de la F500 face aux Maserati dotées d’un moteur V6 plus puissant.
En 1952, la F500 est confiée aux pilotes confirmés que sont Alberto Ascari, Luigi Villoresi et Piero Taruffi tandis que José Froilán González est remplacé par Nino Farina (ex-Alfa Romeo). La nouvelle monoplace remporte la première épreuve qu’elle dispute, le Grand Prix de Modène (hors-championnat) le 23 septembre 1951 grâce à Ascari.
Elle s’impose dans tous les Grands Prix de la saison 1952 hormis les 500 miles d'Indianapolis (6 victoires pour Ascari et 1 pour Taruffi) et dans 7 des 9 Grands Prix de la saison 1953 (5 victoires pour Ascari, 1 pour Farina et Hawthorn), permettant ainsi à Ascari de remporter deux titres consécutifs de champion du monde. Rudi Fischer sera le seul pilote privé (Écurie Espadon) à inscrire des points au championnat du monde (2 podiums en 1952) sur une F500.
En 1954, la réglementation type Formule 2 est abandonnée et les écuries peuvent à nouveau engager des moteurs de 2,5 litres de cylindrée. La F500 ne sera engagée officiellement qu'à une seule reprise (Taruffi au Grand Prix d'Allemagne 1954, où il termine 6e) car la Scuderia Ferrari la remplace par les 553 et 625 mues par un bloc à quatre cylindres en ligne de 2 498 cm3. La carrière sportive de la F500 ne se termine pas pour autant puisque de nombreuses écuries privées (Scuderia Centro Sud, Écurie Rosier, Écurie Francorchamps, Écurie Espadon, etc.) l'engageront jusqu'en 1957. Les F500 « client » disputeront onze nouveaux Grands Prix et prendront encore quinze départs. Toutefois, dépassée, la F500 ne permettra plus à aucun de ses pilotes de décrocher le moindre point, la meilleure performance étant une 8e place obtenue par Louis Rosier au Grand Prix d'Allemagne 1954 et Jacques Swaters au Grand Prix de Suisse la même année.

## Caractéristiques techniques
- Moteur : 
  - Dénomination : Ferrari Tipo 500

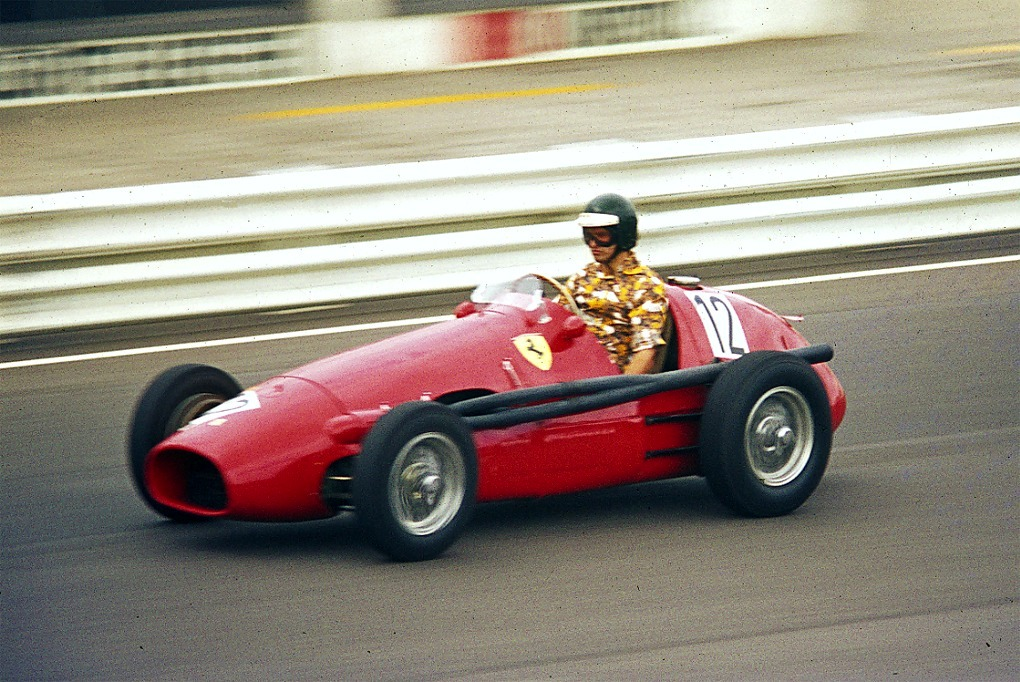
Ferrari 500 conduite par Alain de Cadenet en 1975 au Nürburgring lors d'une manifestation commémorative.

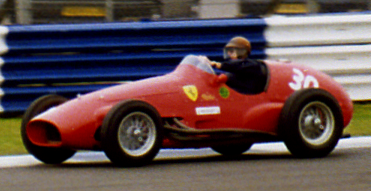
Ferrari 500 pilotée par Froilan Gonzalez en 2000 au Coys International Historic Festival.

  - Disposition : 4-cylindres en ligne Ferrari
  - Cylindrée : 1 984,86 cm3
  - Alésage/course : 90 × 78 mm
  - Distribution : 2 soupapes par cylindre
  - Puissance : 185 ch à 7 500 tr/min
  - Régime maxi : 7 500 tr/min en 1952 puis 7 800 tr/min à partir de 1953

- Transmission :
  - Boîte de vitesses longitudinale
  - Nombre de rapports : 4 vitesses et marche arrière

- Châssis :
  - Monoplace tubulaire à longerons et traverses en treillis d'acier
  - Empattement : 2 160 mm
  - Voie avant : 	1 278 mm
  - Voie arrière : 1 250 mm
  - Poids : 560 kg
  - Réservoir : 150 L

- Suspensions :
  - Suspensions avant à roues indépendantes avec quadrilatères déformables et leviers
  - Pont arrière de type de Dion avec levier transversal

- Roues :
  - Jantes de 16 pouces
  - Pneumatiques des monoplaces officielles : Pirelli
  - Pneumatiques des monoplaces privées : Pirelli, Dunlop, Englebert, Avon

- Fournisseur essence et huile :
  - Shell

## Pilotes qualifiés en Grand Prix sur Ferrari F500
| Pilote          | Saisons     | Grands Prix disputés | Pole positions | Records du tour | Victoires | 2e place | 3e place |
| --------------- | ----------- | -------------------- | -------------- | --------------- | --------- | -------- | -------- |
| Alberto Ascari  | 1952 - 1953 | 14                   | 11             | 9               | 11        | 0        | 0        |
| Giuseppe Farina | 1952 - 1953 | 15                   | 2              | 0               | 1         | 7        | 1        |
| Piero Taruffi   | 1952 - 1954 | 7                    | 0              | 1               | 1         | 1        | 1        |
| André Simon     | 1952        | 1                    | 0              | 0               | 0         | 0        | 0        |
| Luigi Villoresi | 1952 - 1953 | 10                   | 0              | 1               | 0         | 2        | 3        |
| Mike Hawthorn   | 1953        | 8                    | 0              | 0               | 1         | 0        | 2        |

| Pilote              | Saisons            | Écuries                                 | Grand Prix disputés | Victoires | 2e place | 3e place |
| ------------------- | ------------------ | --------------------------------------- | ------------------- | --------- | -------- | -------- |
| Charles de Tornaco  | 1952               | Écurie Francorchamps                    | 2                   | 0         | 0        | 0        |
| Rudi Fischer        | 1952               | Écurie Espadon                          | 1                   | 0         | 1        | 1        |
| Roger Laurent       | 1952               | Écurie Francorchamps                    | 1                   | 0         | 0        | 0        |
| Roy Salvadori       | 1952               | G. Caprara                              | 1                   | 0         | 0        | 0        |
| Giorgio Scarlatti   | 1952 - 1956        | Scuderia Centro Sud                     | 1                   | 0         | 0        | 0        |
| Louis Rosier        | 1952 - 1953 - 1954 | Ecurie Rosier                           | 15                  | 0         | 0        | 0        |
| Peter Hirt          | 1953               | Écurie Espadon                          | 1                   | 0         | 0        | 0        |
| Jacques Swaters     | 1953 - 1954        | Écurie Francorchamps Ecurie Filipinetti | 5                   | 0         | 0        | 0        |
| Reg Parnell         | 1954               | Scuderia Ambrosiana                     | 1                   | 0         | 0        | 0        |
| Johnny Claes        | 1955               | Écurie nationale belge                  | 1                   | 0         | 0        | 0        |
| Alejandro de Tomaso | 1957               | Scuderia Centro Sud                     | 1                   | 0         | 0        | 0        |

## Palmarès de la F500 en championnat du monde
| Saison | Manche | Grand Prix      | Circuit           | Pole position   | Meilleur tour   | Victoires      | Accessits                                              |
| ------ | ------ | --------------- | ----------------- | --------------- | --------------- | -------------- | ------------------------------------------------------ |
| 1952   | 1/8    | Suisse          | Bremgarten        | Giuseppe Farina | Piero Taruffi   | Piero Taruffi  | 2e Rudi Fischer                                        |
| 1952   | 3/8    | Belgique        | Spa-Francorchamps | Alberto Ascari  | Alberto Ascari  | Alberto Ascari | 2e Nino Farina                                         |
| 1952   | 4/8    | France          | Rouen             | Alberto Ascari  | Alberto Ascari  | Alberto Ascari | 2e Nino Farina 3e Piero Taruffi                        |
| 1952   | 5/8    | Grande-Bretagne | Silverstone       | Alberto Ascari  | Nino Farina     | Alberto Ascari | 2e Piero Taruffi                                       |
| 1952   | 6/8    | Allemagne       | Nürburgring       | Alberto Ascari  | Alberto Ascari  | Alberto Ascari | 2e Nino Farina 3e Rudi Fischer 4e Piero Taruffi        |
| 1952   | 7/8    | Pays-Bas        | Zandvoort         | Alberto Ascari  | Alberto Ascari  | Alberto Ascari | 2e Nino Farina 3e Luigi Villoresi                      |
| 1952   | 8/8    | Italie          | Monza             | Alberto Ascari  | Alberto Ascari  | Alberto Ascari | 3e Luigi Villoresi 4e Giuseppe Farina                  |
| 1953   | 1/9    | Argentine       | Buenos Aires      | Alberto Ascari  | Alberto Ascari  | Alberto Ascari | 2e Luigi Villoresi 4e Mike Hawthorn                    |
| 1953   | 3/9    | Pays-Bas        | Zandvoort         | Alberto Ascari  | Luigi Villoresi | Alberto Ascari | 2e Nino Farina 4e Mike Hawthorn                        |
| 1953   | 4/9    | Belgique        | Spa-Francorchamps |                 |                 | Alberto Ascari | 2e Luigi Villoresi                                     |
| 1953   | 5/9    | France          | Reims             | Alberto Ascari  |                 | Mike Hawthorn  | 4e Alberto Ascari 5e Giuseppe Farina                   |
| 1953   | 6/9    | Grande-Bretagne | Silverstone       | Alberto Ascari  | Alberto Ascari  | Alberto Ascari | 3e Nino Farina 5e Mike Hawthorn                        |
| 1953   | 7/9    | Allemagne       | Nürburgring       | Alberto Ascari  | Alberto Ascari  | Nino Farina    | 3e Mike Hawthorn                                       |
| 1953   | 8/9    | Suisse          | Bremgarten        |                 | Alberto Ascari  | Alberto Ascari | 2e Nino Farina 3e Mike Hawthorn                        |
| 1953   | 9/9    | Italie          | Monza             | Alberto Ascari  |                 | Alberto Ascari | 2e Giuseppe Farina 3e Luigi Villoresi 4e Mike Hawthorn |

## Palmarès de la F500 lors d'épreuves hors-championnat du monde
| Année | Grand Prix                                         | Victoires                    | Accessits                                                              |
| ----- | -------------------------------------------------- | ---------------------------- | ---------------------------------------------------------------------- |
| 1951  | Grand Prix de Modène                               | Alberto Ascari               | 2e José Froilán González (au volant d'une Ferrari 166 F2)              |
| 1952  | II Grand Prix de Syracuse                          | Alberto Ascari               | 2e Piero Taruffi 3e Giuseppe Farina 4e Rudi Fischer                    |
| 1952  | VI Grand Prix del Valentino à Turin                |                              | 2e Piero Taruffi 3e Rudi Fischer                                       |
| 1952  | XIII Grand Prix Automobile de Pau                  | Alberto Ascari               | 2e Louis Rosier                                                        |
| 1952  | X Grand Prix de Marseille                          | Alberto Ascari               |                                                                        |
| 1952  | V Grand Prix de Naples                             | Giuseppe Farina              | 2e Piero Taruffi                                                       |
| 1952  | VI Grand Prix de Paris                             | Piero Taruffi                | 2e Giuseppe Farina & André Simon 3e Louis Rosier                       |
| 1952  | XVI Grand Prix de l'ADAC au Nurburgring            | Rudi Fischer                 |                                                                        |
| 1952  | V Grand Prix de Monza                              | Giuseppe Farina              | 2e André Simon 3e Rudi Fischer                                         |
| 1952  | XIII Grand Prix de la Marne                        |                              | 2e Giuseppe Farina 3e Alberto Ascari & Luigi Villoresi 5e Louis Rosier |
| 1952  | II Grand Prix des Sables d'Olonne                  | Luigi Villoresi              |                                                                        |
| 1952  | I Grand Prix de Caen                               |                              | 3e Louis Rosier                                                        |
| 1952  | XVI Grand Prix du Comminges                        | André Simon & Alberto Ascari | 2e Giuseppe Farina                                                     |
| 1952  | XI Grand Prix de la Baule                          | Alberto Ascari               | 2e Luigi Villoresi 3e Louis Rosier                                     |
| 1952  | III Grand Prix de Modène                           | Luigi Villoresi              | 3e Sergio Sighinolfi & Alberto Ascari                                  |
| 1952  | IV Grand Prix de Cadours                           | Louis Rosier                 |                                                                        |
| 1952  | VIII Grand Prix de l'Avus                          | Rudi Fischer                 |                                                                        |
| 1952  | Joe Fry Memorial Trophy à Castel Combe             | Roy Salvadori                |                                                                        |
| 1952  | Newcastle Journal Trophy à Charterhall             |                              | 3e Bobbie Baird                                                        |
| 1953  | XIV Grand Prix Automobile de Pau                   | Alberto Ascari               | 2e Mike Hawthorn                                                       |
| 1953  | II Grand Prix de Bordeaux                          | Alberto Ascari               | 2e Luigi Villoresi                                                     |
| 1953  | V Daily Express International Trophy à Silverstone | Mike Hawthorn                |                                                                        |
| 1953  | VI Grand Prix de Naples                            | Giuseppe Farina              | 4e Luigi Villoresi 5e Alberto Ascari                                   |
| 1953  | VII Ulster Trophy                                  | Mike Hawthorn                | 3e Bobbie Baird                                                        |
| 1953  | XXIII Grand Prix des Frontières                    |                              | 2e Roger Laurent                                                       |
| 1953  | Snetterton Coronation Trophy                       |                              | 3e Bobbie Baird                                                        |
| 1953  | XVII Grand Prix de l'ADAC au Nurburgring)          |                              | 4e Kurt Adolff                                                         |
| 1953  | III Grand Prix de Rouen                            | Giuseppe Farina              | 2e Mike Hawthorn                                                       |
| 1953  | IX Grand Prix de l'Avus                            | Jacques Swaters              |                                                                        |
| 1953  | V Grand Prix du Lac d'Aix-les-Bains                |                              | 2e Louis Rosier                                                        |
| 1953  | III Grand Prix des Sables d'Olonne                 | Louis Rosier                 |                                                                        |
| 1953  | V Grand Prix de Cadours                            |                              | 4e Louis Rosier 5e Charles de Tornaco                                  |
| 1954  | IV Grand Prix de Syracuse                          |                              | 4e Roger Laurent                                                       |
| 1954  | VI Lavant Cup à Goodwood                           | Reg Parnell                  |                                                                        |
| 1954  | XIII Grand Prix de Rome                            |                              | 5e Louis Rosier                                                        |
| 1954  | BARC Formula 1 Race à Goodwood                     | Reg Parnell                  |                                                                        |
| 1954  | II Crystal Palace Trophy                           | Reg Parnell                  |                                                                        |
| 1954  | III Grand Prix de Caen                             |                              | 5e Louis Rosier                                                        |
| 1954  | Coupe d'Automne de Crystal Palace                  | Reg Parnell                  |                                                                        |
| 1954  | International Gold Cup d'Oulton Park               |                              | 2e Reg Parnell                                                         |
| 1954  | II Redex Trophy de Snetterton                      | Reg Parnell                  |                                                                        |
| 1954  | Grand Prix de Berlin                               |                              | 5e Jacques Swaters                                                     |
| 1955  | VIII Grand Prix de Naples                          |                              | 5e Giorgio Scarlatti                                                   |
| 1956  | IX Grand Prix de Naples                            |                              | 4e Giorgio Scarlatti                                                   |